# Horní Dlouhá
Horní Dlouhá (německy Ober-Langendorf) je částečně zaniklá vesnice v okrese Český Krumlov v Jihočeském kraji. Stávala v Šumavském podhůří asi dva kilometry severozápadně od Malšína.

## Název
Český název Dlouhá vznikl podle německého jména Langendorf (dlouhá ves). V historických pramenech se název vsi objevuje ve tvarech: Langdorf (1352), „silva Dluzsky“ (1373), Dluha mediocri (1374, 1389), z Dluhe (1401), „in villa Dluha hornij“ (1446), dlauha Wes (1625). V patnáctém a šestnáctém století se český název Dluha používal častěji než německý Langendorf, který naopak zcela převládl po třicetileté válce.

## Historie
První písemná zmínka o vesnici označované jako Langdorf pochází z roku 1352. V okolní krajině původně stávaly tři vsi pojmenované Dolní, Prostřední a Horní Dlouhá, z nichž Prostřední a Horní Dlouhá splynuly do jednoho sídla.

## Obyvatelstvo
|           | 1869 | 1880 | 1890 | 1900 | 1910 | 1921 | 1930 | 1950 |
| --------- | ---- | ---- | ---- | ---- | ---- | ---- | ---- | ---- |
| Obyvatelé | 74   | 54   | 59   | 65   | 58   | 132  | 73   | 16   |
| Domy      | 12   | 11   | 14   | 10   | 10   | 10   | 11   | 8    |

V roce 2023 na místě vesnice stály dva domy čp. 5 a 6.

## Obecní správa
Vesnice stávala v katastrálním území Horní Dlouhá s rozlohou 4,51 km². Při sčítání lidu v letech 1869–1910 byla Horní Dlouhá osadou obce Ostrov v okrese Kaplice, v letech 1921 a 1930 byla obcí v okrese Kaplice a roku 1950 patřila znovu k Ostrovu. V dalších letech Horní Dlouhá jako místní část zanikla. Katastrální území bylo roku 1953 připojeno k Malšínu.
V katastrálním území Horní Dlouhá stávaly také samota Kühberg a osada Rejty (též Na Rejtě).